# A kábelbarát
A kábelbarát (Eredeti cím: The Cable Guy) 1996-ban bemutatott amerikai filmvígjáték, melyet Ben Stiller rendezett, a főszerepben Jim Carrey és Matthew Broderick látható, a mellékszerepet Leslie Mann, Jack Black, George Segal, Diane Baker, Eric Roberts, Owen Wilson, Janeane Garofalo, David Cross, Andy Dick, Ben Stiller és Bob Odenkirk alakítja.
Észak-Amerikában 1996. június 14-én adta ki a Columbia Pictures, míg Magyarország 1996. szeptember 26-án mutatta be az InterCom Zrt.
A film érdekessége, hogy a Broderick által alakított másik főszereplőnek magyar neve van, ennek ellenére a filmben egyszer sincs említés, vagy utalás a származásáról.

## Cselekmény
|  | Alább a cselekmény részletei következnek! |

A barátnőjéhez, Robin Harris-hez (Leslie Mann) való elhibázott házasságkérése után Steven M. Kovacs (Matthew Broderick) beköltözik a saját lakásába, mivel úgy döntöttek, hogy el kell tölteniük egy kis időt külön-külön. A lelkes kábelbarát Ernie "Chip" Douglas (Jim Carrey), egy selypítő különc férfi beköti neki a mozicsatornát. A barátja, Rick (Jack Black) tanácsát megfogadva, Steven megvesztegeti Chip-et, hogy adjon neki ingyenes filmcsatornákat; ebbe Chip bele is egyezik. Mielőtt távozik, Chip meggyőzi őt, hogy a következő nap töltse vele az idejét; Steven így bekerül az előnyben részesülő vásárlók közé.
Ahogy megígérte, Chip megérkezik a következő nap, és elviszi Stevent a parabolaantennához, ami a televízió küldésért felelős. Steven elmondja Robinnal való problémáit Chipnek, aki azt tanácsolja neki, hogy ismerje el, hogy hibázott, majd hívja meg a "A szerelem hullámhosszán" című filmre, amit az HBO-n adnak le következő éjjel. Steven megfogadja Chip tanácsát, és Robin beleegyezik a filmnézős éjszakába. A következő nap Chip kezd egyre gyanúsabbul viselkedni, összefut Steven-nel és a barátaival az edzőteremben, és tíz üzenetet hagy az üzenetrögzítőjén. Amikor Robin megérkezik, hogy megnézze a filmet, a mozicsatorna nem működik, Chipnek köszönhetően, aki szándékosan szabotálta Steven mozicsatornáját amiért nem hívta őt vissza. Chip megjavítja a csatornát azzal a feltétellel, hogy újra együtt lógjanak Stevennel, aki ebbe beleegyezik.
Másnap este, Chip elviszi Stevent a "Középkori Idők"-höz, ahol egy párbajt rendez kettejük között az arénában, a Star Trek – "Szerelmi láz" című részére hivatkozva. Chip agresszívan viselkedik, majdnem megöli Stevent, aki végül felül kerekedik rajta. Végül Chip gratulál Stevennek, aki úgy dönt, hogy jó volt az élmény. Amikor megérkeznek Steven otthonába, Chip elmondja hogy bekötött egy drága házimozi rendszert a nappaliba. Később ketten rendeznek egy bulit, egy karaoke énekléssel kibővítve. Chip segítségével Steven együtt alszik egy Heather nevű nővel, amíg ő szerenádot ad a bulin, miközben a "Somebody to Love"-ot énekeli a Jefferson Airplane-től. Másnap reggel Chip elmondja, hogy Heather egy prosti. Feldühödve, Steven kidobja Chipet, aki azt mondja neki, hogy jóvá teszi majd a dolgokat.
Chip követi Robint, aki éppen egy másik férfival (Owen Wilson) randizik. Amikor a férfi a fürdőszobába megy, Chip megveri őt, és elmondja neki, hogy maradjon távol Robintól. Később felújítja Robin mozicsatornáját, mondván, hogy nem kér érte semmit. Eredményként Robin úgy dönt, hogy újra összejön Stevennel. Steven elmondja Chipnek, hogy többé nem lehetnek barátok, ami nagyon mélyen érinti őt. Chip ezután bosszúszomjas tetteket hajt végre. Letartóztattatja Stevent lopott tulajdon birtoklása miatt (a házimozi rendszer), habár óvadék ellenében kiengedik. Később kirúgják az állásából, amikor Chip az egész irodának elküldi a Steven lakásában elrejtett kamerák által felvett videót, amin Steven a főnökét szidja.
Steven megrémül, amikor a családjával és Robinnal töltött vacsorája közben megjelenik Chip is. Steven azt akarja, hogy távozzon, de Chip elmondja neki, hogy folytassa mintha mi sem történt volna, különben megmutatja mindenkinek a képet, ami róla és a prosti nőről készült. A dolgok rosszabbra fordulnak, amikor Chip egész jól kijön Steven családjával, és mindenkit egy játékba vezet, aminek a neve: pornó kód. Steven végül kiüti őt, amikor arra utal, hogy együtt aludt Robinnal.
Rick később elmondja Steven-nek, hogy Chipet kirúgták az állásából, amiért titokban követte vásárlóit, és televíziós karakterek neveit használta fedőnévként. Chip felhívja Stevent aznap éjjel, és elmondja, hogy meglátogatja Robint. Steven kinyomozza őket, és megérkezik a parabolaantennához, ahol Chip túszként fogva tartja Robin-t. Egy kis verekedés és üldözés után Steven felülkerekedik és megmenti Robin-t. Ahogy a rendőrök megérkeznek, Chip egy hosszú beszélgetésbe kezd, miközben elmondja hogyan nőtt fel a TV-n ("Megtanultam az élet valóságát azáltal, hogy a 'Valós tények az életben'-t néztem!"), és bocsánatot kér Steventől, amiért ilyen rossz barát volt. Végül beleugrik a parabolaantennába, amitől az egész városban elmegy a mozicsatorna. A következő jelenet egy (Kyle Gass) nevű férfit mutat, aki elfordul TV-jétől, és felvesz egy könyvet olvasni, észrevehetően nagy kíváncsisággal.
Chip túléli az esést, de a háta megsérül. Ahogy Steven és Robin újra összejönnek, Steven megbocsát Chip-nek és megkérdezi az igazi nevét. Chip viccesen "Ricky Ricardo"-val válaszol. Chip-et később kórházba viszik egy helikopterrel. Amikor az egyik mentős pajtásnak szólítja, Chip megkérdezi tőle, hogy komolyan gondolta-e, mire a mentős azt válaszolja: "Persze!", ezzel mosolyra késztetve Chip-et.
|  | Itt a vége a cselekmény részletezésének! |

## Szereplők
| Színész           | Szerep                                              | Magyar hang        | Magyar hang        |
| Színész           | Szerep                                              | 1. szinkron (1996) | 2. szinkron (2010) |
| ----------------- | --------------------------------------------------- | ------------------ | ------------------ |
| Jim Carrey        | Ernie "Chip" Douglas / Larry Tate / Ricky Ricardo   | Háda János         | Kerekes József     |
| Matthew Broderick | Steven M. Kovacs                                    | Forgács Péter      | Lippai László      |
| Leslie Mann       | Robin Harris                                        | Söptei Andrea      | Kovács Patrícia    |
| Jack Black        | Rick Legatos                                        | Holl Nándor        | Elek Ferenc        |
| George Segal      | Steven apja                                         | Kardos Gábor       |                    |
| Diane Baker       | Steven anyja                                        | Fodor Zsóka        |                    |
| Ben Stiller       | Sam Sweet / Stan Sweet                              | Dimulász Miklós    |                    |
| Eric Roberts      | önmaga                                              | Albert Péter       | Vass Gábor         |
| Owen Wilson       | Robin udvarlója                                     | Balázsi Gyula      | Széles László      |
| Janeane Garofalo  | Melinda, a felszolgálólány a Középkor étteremben    | Báthory Orsolya    |                    |
| Andy Dick         | házigazda a Középkor étteremben                     | Rudas István       |                    |
| Harry O’Reily     | Steven főnöke                                       | Wohlmuth István    |                    |
| Tom Hanks         | Sam Baldwin (A szerelem hullámhosszán című filmben) | Megyeri János      |                    |
| David Bowe        | mentő a helikopteren                                | Pálfai Péter       |                    |

## Számlista
- Jim Carrey – I'll Juice You Up
- Jerry Cantrell – Leave Me Alone
- Primitive Radio Gods – Standing Outside a Broken Phone Booth with Money in My Hand
- Silverchair – Blind
- $10,000 Gold Chain – Oh! Sweet Nuthin' (The Velvet Underground cover)
- David Hilder – End of the World is Coming
- Porno for Pyros – Satellite of Love
- Cracker – Get Outta My Head
- Jim Carrey – Somebody to Love
- Cypress Hill – The Last Assassin
- Ruby – This Is
- Filter – Hey Man, Nice Shot (Promo-Only Remix)
- Toadies – Unattractive
- Expanding Man – Download
- John Ottman – This Concludes Our Broadcast Day

## Fogadtatás

### Kritikai reakciók
A filmkritikusok vegyes kritikákat adott a filmnek, a Rotten Tomatoes 54%-os pontszámot kapott 56 értékelés alapján.
J. Hobermant elmondta hogy az évben a legjobb Top 10 közt van nála ez a film, Roger Ebert szerint, viszont A kábelbarát az év legrosszabb filmje volt 1996-ban, bár az egyik kollégája Gene Siskel nem ért vele egyet.
A filmmel kapcsolatban azt is megjegyezték, hogy nagy a hasonlóság az ausztrál The Plumber (1979) című filmmel, melyet írt és rendezett: Peter Weir, aki később Carrey-t a Truman Show-ba (1998) irányította.

### Bevételek
A film 19,806,226 dollárt jövedelmezett a nyitó hétvégéjén. 60,240,295 dollárt az észak-amerikai hazai piacon, és 42,585,501 dollárt az Egyesült Államokon kívül, így világszerte összesen 102,825,796 dollárt. Annak ellenére, hogy a kritikusok leszavazták a filmet, 47 millió dollárt profitált. Kultusz-szerű státuszt nyert a mozilátogatók között.

### Díjak és jelölések
1997-es MTV Movie Díj:
- a legjobb harc – Jim Carrey vs Matthew Broderick – Megnyerte
- a legjobb gonosztevő – Jim Carrey – Megnyerte
- a legjobb komikai teljesítmény – Jim Carrey – Megnyerte

1997 Kid Choice Díj:
- a kedvenc filmszínész – Jim Carrey – Megnyerte